# براندون وليامز (لاعب كرة قدم)
براندون وليامز (بالإنجليزية: Brandon Williams)‏ هو لاعب كرة قدم بريطاني، ولد في 3 سبتمبر 2000 في مانشستر في المملكة المتحدة. لعب مع مانشستر يونايتد ك‍ظهير أيمن.

## وصلات خارجية
- براندون وليامز على موقع قاعدة بيانات كرة القدم.إي يو (الإنجليزية)
- براندون وليامز على موقع Soccerbase.com (لاعب) (الإنجليزية)
- براندون وليامز على موقع Soccerway.com (الإنجليزية)
- براندون وليامز على موقع عالم كرة القدم.نت (الإنجليزية)